# Бауэр, Максимилиан
Максимилиан Бауэр (нем. Maximilian Bauer; род. 9 февраля 2000, Германия) — немецкий футболист, защитник клуба «Аугсбург», выступающий на правах аренды за «Кайзерслаутерн».

## Клубная карьера
Бауэр — воспитанник клубов «Грюн-Вейсс Деггендорф» и «Гройтер Фюрт». 10 августа 2018 года в матче против «Ингольштадт 04» он дебютировал во Второй Бундеслиге в составе последних. 4 октября 2020 в поединке против «Вюрцбургер Киккерс» Максимилиан забил свой первый гол за «Гройтер Фюрт». В 2021 году Бауэр помог клубу выйти в элиту. 14 августа в матче против «Штутгарт» он дебютировал в Бундеслиге. 